# Der Scheich (Fernsehserie)
Der Scheich ist eine schweizerisch-deutsche Fernsehserie, die im Auftrag von Paramount+ von der X Filme Creative Pool GmbH produziert wird. Die Serie erschien im Dezember 2022 auf der Streamingplattform Paramount+ und umfasst acht Folgen. Die Idee stammt von Dani Levy und ist inspiriert von wahren Begebenheiten. Zusammen mit Martin Walz entwickelte er das Drehbuch. Regie führten Dani Levy sowie Johannes Naber. Der Scheich war das erste lokale Original für Paramount+ in der DACH-Region. Im Januar 2024 wurde die Serie von Paramount+ entfernt und ist seither nicht mehr online abrufbar. Stattdessen steht die Serie über MagentaTV zum Abruf bereit.

## Handlung
Der Scheich erzählt die fiktive Geschichte von Ringo Babbels, einem Hochstapler aus dem Schwarzwald, dem seine Neigung, unglaubliche Geschichten zu erzählen, zum Verhängnis wird. Als Ringo zufällig auf einen Schweizer Geschäftsmann trifft, der verzweifelt nach einem lukrativen Investor sucht, gibt er vor, ein reicher Scheich zu sein – mit Erfolg. Immer weiter verstrickt sich der Betrüger in sein selbst gesponnenes Lügennetz. Bald jagen ihn Kleinstadtkriminelle, die ihre Chance auf einen Anteil an Ringos vermeintlichem Reichtum wittern. Indes gerät seine Frau Carla selbst in ein gefährliches Netz aus Lügen, als sie versucht, ihre Familie aus den mafiösen Strukturen der Gegend zu retten.

## Besetzung

### Hauptbesetzung
| Rollenname           | Schauspieler           | Funktion                                                                    |
| -------------------- | ---------------------- | --------------------------------------------------------------------------- |
| Ringo Babbels        | Björn Meyer            | Hochstapler                                                                 |
| Carla                | Petra Schmidt-Schaller | Lebenspartnerin von Ringo                                                   |
| Pina                 | Carol Schuler          | Kriminalbeamtin                                                             |
| Urs                  | Philippe Graber        | Immobilienmakler                                                            |
| Ben Judas            | Sylvester Groth        | Auftragsmörder                                                              |
| Victor Hopp          | Max Hopp               | Kriminalpolizist                                                            |
| Beatrice von Greifen | Bettina Stucky         | Abgeordnete im Kantonalrat, Mitglied des Baudepartements des Kantons Zürich |
| Rocco                | Giuseppe Bonvissuto    | Sohn von Ringo und Carla                                                    |
| Juno                 | Ava Hojat              | Tochter von Ringo und Carla                                                 |

### Nebenbesetzung
| Rollenname             | Schauspieler          | Funktion |
| ---------------------- | --------------------- | --- |
| Katja Hübsch           | Samia Chancrin        | Polizistin und Lebenspartnerin von Pina                                                                     |
| Amun                   | Omar El-Saeidi        | Persönlicher Fahrer des Scheichs Ringo                                                                      |
| Hannes Morlock         | Hans Uwe Bauer        | Mann von Sonja, Vater von Carla und Anne, Schwiegervater von Ringo, Geschäftsführer der Atteck Bau & Invest |
| Botschafter            | Mohammad-Ali Behboudi | Katarischer Botschafter                                                                                     |
| Shermin Catak          | Shadi Hedayati        | Immobilienmaklerin bei Tsara Real Estate                                                                    |
| Niesko Hilversum       | Jeroen Engelsman      | Immobilienmakler bei Tsara Real Estate                                                                      |
| Pius von Conradi       | Niklas Kohrt          | Junkie und Krimineller                                                                                      |
| Benediktus Sophienberg | Maximilian Brauer     | Junkie und Krimineller                                                                                      |
| Fulvio Alessi          | Fabian Krüger         | Schweizer Bankier, Lebenspartner von Beatrice von Greifen                                                   |
| Anne Horvath           | Katharina Heyer       | Tochter von Hannes Morlok                                                                                   |
| Sonja Morlok           | Irene Rindje          | Ehefrau von Hannes Morlock, Mutter von Carla und Anne                                                       |
| Pathos                 | Pasquale Aleardi      | Ex-Mann von Carla                                                                                           |
| Aurora Lutscher        | Eva Medusa Gühne      | TV Astrologin                                                                                               |
| Pina (jung)            | Elsa Krieger          | Pina als Kind                                                                                               |

## Episodenliste
| Nr. (ges.) | Nr. (St.) | Originaltitel             | Erstveröffentlichung (D) | Länge   |
| ---------- | --------- | ------------------------- | ------------------------ | ------- |
| 1          | 1         | Die Natur lügt nicht      | 22. Dez. 2022            | 50 Min. |
| 2          | 2         | Das blühende Moor         | 22. Dez. 2022            | 45 Min. |
| 3          | 3         | Der Kreis des Lebens      | 22. Dez. 2022            | 49 Min. |
| 4          | 4         | Kein Tag zum Sterben      | 22. Dez. 2022            | 51 Min. |
| 5          | 5         | Der Fisch stinkt vom Kopf | 22. Dez. 2022            | 47 Min. |
| 6          | 6         | Schüsse in der Nacht      | 22. Dez. 2022            | 41 Min. |
| 7          | 7         | 1001 Schweiz              | 22. Dez. 2022            | 43 Min. |
| 8          | 8         | Der traurige Willy        | 22. Dez. 2022            | 45 Min. |

## Produktion
Die Serie wurde vom März bis August 2022 an verschiedenen Orten in Deutschland und der Schweiz gedreht. Darunter Berlin, Luzern, St. Blasien und Titisee-Neustadt. Dabei teilten die beiden Regisseure Dani Levy und Johannes Naber die Drehorte auf. Levy filmte in der Schweiz, Naber im Schwarzwald.

## Rezeption
Die Serie wurde von den Zuschauern positiv aufgenommen. Auf der Filmdatenbank IMDb erhielt die Serie bei insgesamt über 81 Zuschauerbewertungen eine Wertung von 6,7/10.
„Slow Burner, würde man im Englischen dazu sagen; eine Köstlichkeit, die erstmal länger einkochen muss, um all ihre Geschmacksfacetten zu entfalten.“ - Claudia Reinhard: Berliner Zeitung, 2022
„Wie 2004 in seiner famosen Betrugserzählung „Alles auf Zucker!“ zieht Dani Levy bis hin zu Musicalelementen sämtliche Register, um „Der Scheich“ zum Feuerwerk der Skurrilitäten zu machen, in dem schmierige Ganoven (Sylvester Groth) ebenso explodieren wie korrupte Bullen (Max Hopp). Alles an dieser wilden Sause ist ein bisschen drüber, alles aber auch auf so ergreifende Art nachvollziehbar, dass jeder der zehn Teile funkensprühend zum Nachdenken animiert.“- Jan Freitag: Redaktionsnetzwerk Deutschland, 2022
„Mitunter treibt die Albernheit mit schrägen Musik-Einlagen und anderen Phantasie-Sequenzen arg überdrehte Blüten, worüber einige der Darstellerinnen ins Trudeln geraten. (…) Und als letztlich ziemlich warmherzige Groteske hebt sich „Der Scheich“ wohltuend ab von einigen vergleichbaren Serien der letzten Monate, die eher bierernst und cool oder anstrengend selbstverliebt daherkamen.“ - Patrick Heidmann: taz, 2022